# Лехолаская битва
Лехолаская битва (эст. Lehola lahing) — сражение, которое произошло в 1215 году между войсками Ордена меченосцев, духовно-рыцарским орденом крестоносцев, и эстонцами.

## Ход битвы
Весной 1215 года крестоносцы вместе с союзниками вторглись в Сакалу. Северная часть области была ими полностью разграблена. Крестоносцы осадили крепость Лыхавере (Леоле), принадлежавшую старейшине Лембиту. Эстонский гарнизон крепости оказал врагу сопротивление, что «сильно напугало их». Но несмотря на это, на третий день осады осаждающие крестоносцы вновь подошли к крепости. Эстонцы не смогли ликвидировать осаду и, выйдя из крепости, сдались. После сдачи крепости крестоносцы «разграбили всё, что только можно было разграбить». Лембиту вместе с другими старейшинами был взят в плен немцами, но вскоре они были отпущены после сдачи в плен их сыновей в качестве заложников.